# 100 карбованців «Ігри XXII Олімпіади в Москві (Гребний канал в Крилатському)»
Ігри XXII Олімпіади в Москві (Гребний канал в Крилатському) (рос. Игры XXII Олимпиады в Москве (Гребной канал в Крылатском)) — золота ювілейна монета СРСР вартістю 100 карбованців, випущена 1 січня 1978 року. Монета присвячена XXII Літнім Олімпійським іграм у Москві, які відбулися з 19 липня по 3 серпня 1980 року — це були перші в історії Олімпійські ігри на території Східної Європи, а також перші Олімпійські ігри, проведені в соціалістичній країні. Частина змагань Олімпіади-1980 проводилася в інших містах Радянського Союзу, а саме: вітрильні регати стартували в Талліні; попередні ігри і чвертьфінали футбольного турніру відбулися в Києві, Ленінграді та Мінську; змагання з кульової стрільби пройшли на стрільбищі «Динамо» в підмосковних Митищах. Ігри відомі тим, що понад 50 країн бойкотували Олімпіаду в зв'язку з введенням в 1979 році радянських військ в Афганістан. Деякі спортсмени з країн, що бойкотували Ігри, все ж приїхали в Москву і виступали під олімпійським прапором. Цей бойкот став однією з основних причин відповідного бойкоту Радянським Союзом та низкою його союзників наступних літніх Олімпійських ігор в Лос-Анджелесі в 1984 році.

## Тематика
Гребний канал «Крилатське» — спортивна споруда в Москві, Росія, у районі Крилатське. Побудований в 1972-1973 році за проектом архітектора Кузьміна та інженера Васильєва для чемпіонату Європи з академічного веслування 1973 року. У 1980 році на каналі проходили змагання з академічного веслування та веслування на байдарках і каное в рамках літніх Олімпійських ігор.

## Історія
Починаючи з 1977 року, в СРСР проводилося карбування ювілейних і пам'ятних золотих монет, присвячених різним подіям. Ці монети в обіг не надходили і йшли в основному на експорт. Ювілейні та пам'ятні монети приймалися в будь-якому магазині за номінальною вартістю.
У 1977–1980 роках на честь Олімпіади-80, що проходила в Москві, були викарбувані перші монети з дорогоцінних металів. В обіг була випущена серія з 39 пам'ятних монет зі срібла, золота і платини, які користувалися на міжнародному нумізматичному ринку заслуженою популярністю. Випуск цих монет привернув увагу широкого кола нумізматів у всьому світі. Монети зі срібла (28 монет) номіналом 5 і 10 карбованців були об'єднані в шість серій: «Географічна серія», «Швидше», «Вище», «Сильніше», «Спорт і грація», «Народні види спорту». На монетах із золота номіналом 100 карбованців (6 монет) зображені різні спортивні споруди, види спорта і пам'ятки міст СРСР у яких видбулися ігри. Вперше в практиці випуску пам'ятних олімпійських монет в СРСР на честь Ігор XXII Олімпіади в Москві було випущено 5 пам'ятних монет з платини номіналом 150 карбованців. Олімпійська серія мала великі для монет з дорогоцінних металів тиражі (від 40 тисяч штук платинових монет до 450 тисяч срібних).
Монети карбувалися на Московському (ММД) і Ленінградському (ЛМД) монетних дворах.

## Опис та характеристики монети
| Номінал крб. | Метал  | Проба | Маса (гр) | Діаметр (мм) | Товщина (мм) | Гурт                    | Тираж штук                  |
| ------------ | ------ | ----- | --------- | ------------ | ------------ | ----------------------- | --------------------------- |
| 100          | золото | 900   | 17.45     | 30           | 1.8          | рубчастий (240 рифлень) | 100,406 (анц) 43,253 (пруф) |

### Аверс
Зверху герб СРСР з 15 витками стрічки, ліворуч від нього літери «СС», праворуч «СР», нижче подвійна риса, під нею позначення номіналу монети цифра «100» і нижче слово «РУБЛЕЙ».

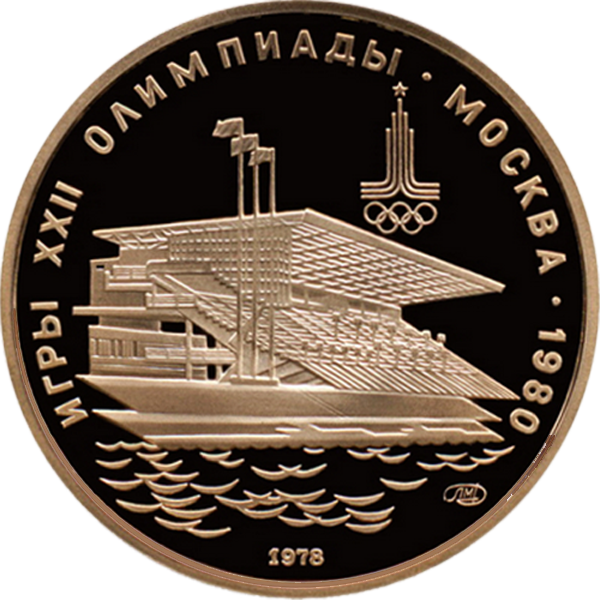
Реверс з монограмою Ленінградського монетного двору «ЛМД»

### Реверс
Зліва і зверху уздовж канта слова «ИГРЫ XXII ОЛИМПИАДЫ», праворуч розділені крапкою слово «МОСКВА» і рік проведення XXII Олімпіади «1980», нижче праворуч емблема XXII Олімпійських ігор, в середині панорама гребного каналу в Крилатському, нижче праворуч монограма монетного двору «ММД» («ЛМД»), знизу у канта рік випуску монети «1978».

### Гурт
Рубчастий (240 рифлень).

## Автори
- Художник: В. А. Єрмаков
- Скульптор: С. М. Іванов, Н. А. Носов